# Habel
Habel (en danés: Habel, en frisón: Haabel) es la isla más pequeña de las Hallig en el Mar de Frisia alemán, que constituye además un santuario de aves. Es administrada desde el municipio de Gröde en la isla vecina. La superficie de Habel es de 7,4 hectáreas con cerca de 655 metros de longitud y 100 metros de ancho.
En esta isla hay una colina artificial llamada Norderwarft con una casa que alberga un observatorio ornitológico durante el verano. Una segunda colina en la orilla sur, Süderwarft, fue abandonada en el siglo XIX y fue destruida por el mar.